# Endless Story
"Endless Story" é o single de estreia da cantora japonesa Yuna Ito, lançado sob o nome de Reira estrelado por Yuna Ito, através da Sony Music Japan em 7 de setembro de 2005. A canção foi escrita por Dawn Thomas com letras em japonês por ATS e compõe a trilha sonora do filme Nana (2005), no qual Ito interpreta a personagem Reira Serizawa. No final de 2005, "Endless Story" foi eleita a "Melhor Canção de Amor de 2005" pela publicação Oricon e mais tarde, integrou a lista de faixas do álbum de estreia de Ito intitulado Heart (2007).
Comercialmente, "Endless Story" atingiu a posição de número dois pela tabela semanal japonesa Oricon Singles Chart.

## Composição
"Endless Story" uma canção pop do tipo balada, possui duração de cinco minutos e três segundos (5:03). A faixa contém sample de "If I'm Not in Love" (1993) de Dawn Thomas, que também recebeu uma versão cover da cantora estaunidense Faith Hill em 1999. Suas letras em japonês foram escritas por ATS. 

## Faixas e formatos
| Single / download digital |                 |                 |                |         |  |
| N.º                       | Título          | Letras          | Música         | Duração |  |
| 1.                        | "Endless Story" | Dawn Thomas ATS | Thomas         | 5:03    |  |
| 2.                        | "Jorney"        | Saeko Nishio    | Yuta Nakano    | 5:22    |  |
| Duração total:            | Duração total:  | Duração total:  | Duração total: | 10:28   |  |

| CD single      |                                |                 |                |         |  |
| N.º            | Título                         | Letras          | Música         | Duração |  |
| 1.             | "Endless Story"                | Dawn Thomas ATS | Thomas         | 5:03    |  |
| 2.             | "Jorney"                       | Saeko Nishio    | Yuta Nakano    | 5:22    |  |
| 3.             | "Endless Story" (instrumental) |                 | Thomas         | 5:03    |  |
| 4.             | "Jorney" (instrumental)        |                 | Nakano         | 5:22    |  |
| Duração total: | Duração total:                 | Duração total:  | Duração total: | 20:54   |  |

## Desempenho nas tabelas musicais
Com o lançamento de "Endless Story", a canção atingiu a posição de número dois pela tabela semanal da Oricon Singles Chart, a seguir, manteve-se na mesma posição em sua respectiva tabela mensal de novembro de 2005. Até janeiro de 2007, o single obteve vendas de 471,099 cópias
| Tabela musical (2005)        | Melhor posição |
| ---------------------------- | -------------- |
| Japão (Oricon Singles Chart) | 2              |

| Tabela musical (2005)        | Melhor posição |
| ---------------------------- | -------------- |
| Japão (Oricon Singles Chart) | 20             |